# Anne Boyer
Pour les articles homonymes, voir Boyer.
Anne Boyer, née le 26 juillet 1973 à Topeka (Kansas), est une poétesse et essayiste américaine. 

## Biographie

### Études
Anne Boyer naît à Topeka (Kansas) en 1973 et grandit à Salina (Kansas), où elle fait ses études dans les écoles publiques et les bibliothèques. Elle obtient un baccalauréat de l'université d'État du Kansas qu'elle complète avec une maîtrise en écriture créative de l'université d'État de Wichita,,. 

### Travaux sur le cancer du sein
Elle est professeure au Kansas City Art Institute depuis 2011. Son diagnostic et son traitement du cancer du sein deviennent le sujet de son travail actuel alors qu'elle explore l'intersection entre la classe sociale et les soins médicaux.
En 2016, elle est blogueuse à la Poetry Foundation où elle écrit une série d'articles sur son diagnostic et son traitement pour une forme très agressive de cancer du sein, ainsi que sur la vie et la mort imminente de poètes. Ses essais sur la maladie sont publiés dans Guernica, The New Inquiry, Fullstop, etc. Boyer enseigne au Kansas City Art Institute avec les poètes Cyrus Console et Jordan Stempleman.

### Poésie
Elle est l'autrice de The Romance of Happy Workers (2008), The 2000s (2009), My Common Heart (2011), Garments Against Women (2015), et The Handbook of Destin déçu (2018). 
Boyer est lauréate du prix Cy Twombly en poésie 2018 de la Fondation pour les arts contemporains et son livre Garments Against Women remporte le prix Community of Literary Magazines and Presses Firecracke 2016 en poésie. Elle est également nommée "Le meilleur écrivain de Kansas City" par The Pitch, En 2018, elle remporte le Whiting Award in Nonfiction / Poetry.
En mars 2020, Boyer reçoit le prix de littérature Windham-Campbell.
La même année, Boyer reçoit le Prix Pulitzer de l'essai  pour son livre The Undying: Pain, Vulnerability, Mortality, Medicine, Art, Time, Dreams, Data, Exhaustion, Cancer, and Care.

## Réception critique
L'ouvrage publié par Boyer en 2015, Garments Against Women, demeure six mois en tête de la liste des best-sellers poétiques de Small Press Distribution. The New York Times l'a qualifié de « livre triste, beau et passionné qui enregistre l'économie politique de la vie et de la littérature elle-même ».
Chris Stroffolino, dans le Rumpus, décrit cette œuvre comme « élargissant les limites de la poésie et des mémoires ».
Garments Against Women est décrit par Publisher's Weekly comme un livre qui « fait face aux problèmes matériels et philosophiques de l'écriture — et par extension, de la vie — dans le monde contemporain. Boyer tente d'abandonner la littérature dans les mêmes moments qu'elle la met en forme, se tournant vers des sources aussi diverses que Jean-Jacques Rousseau, les actes de couture et de confection, et un livre sur le bonheur qu'elle trouve dans une friperie. Son livre se remplit alors d'autres livres, imaginés et auxquels elle résiste. »

## Œuvres
- The Romance of Happy Workers (2006)
- Anne Boyer's Good Apocalypse (2006)
- Art is War (2008)
- The 2000s (2009)
- My Common Heart (2011)
- A Form of Sabotage (2013)
- Garments Against Women (2015)
- A Handbook of Disappointed Fate (2018)
- The Undying: Pain, vulnerability, mortality, medicine, art, time, dreams, data, exhaustion, cancer, and care (2019)